# Marc Cinci
Marc Cinci (en llatí Marcus Cincius) va ser un magistrat romà del segle ii aC. Formava part de la gens Cíncia, una gens romana d'origen plebeu.
Va ser prefecte de Pisa l'any 194 aC i va escriure al senat romà per informar d'una revolta dels lígurs. Probablement és el mateix personatge que Marc Cinci Aliment, tribú de la plebs el 204 aC.